# 서함흥역
서함흥역(西咸興驛)은 조선민주주의인민공화국 함경남도 함흥시에 위치한 서호선의 역이다. 원래 신흥선도 정차했지만, 신흥선이 이설됨에 따라 서호선만의 역이 되었다.